# Grand Prix moto de la Communauté valencienne 2019
Le  Grand Prix moto de la Communauté valencienne 2019 est la 19e et dernière manche du championnat du monde de vitesse moto 2019.
Cette 21e édition du Grand Prix moto de la Communauté valencienne se déroule du 15 au 17 novembre sur le Circuit de Valence Ricardo Tormo.